# Capnodis tenebrionis
Capnodis tenebrionis è un grosso Buprestide di colore nero opaco, è diffuso ovunque e lo si trova con particolare frequenza nelle regioni più calde.
Attacca le rosacee selvatiche e coltivate. Un sintomo dell'attacco su albicocco può essere la produzione di gomme, la caduta e il disseccamento delle foglie.

## Descrizione
È un coleottero fitofago delle drupaceae 

## Distribuzione e habitat
Esemplari di C.tenebrionis sono stati rinvenuti nell'Italia meridionale, in particolare nelle zone più a sud della Puglia e a Tortoreto (Abruzzo).
Nel settembre 2024 è stato rinvenuto un esemplare a Barco di Bibbiano (RE) nei pressi di un albicocco e un esemplare a Prato (PO) nei pressi di due Cedrus libani. Individuata infestazione cospicua nel 2024 a Calenzano presso un'azienda frutticola su albicocchi, susine e ciliegi.
Ad ottobre 2024 un esemplare è stato individuato e messo in salvo a Piacenza, prima di essere trasferito a Saturnia.